# Olav Nysæter
Olav Nysæter (* 28. února 1955) je bývalý norský fotbalový útočník. Na svém kontě má dva starty v norské fotbalové reprezentaci.
V roce 2007 se stal sportovním ředitelem Kongsvinger IL, norského klubu, ve kterém strávil svou hráčskou kariéru.

## Klubová kariéra
Na klubové úrovni hrál fotbal pouze v norském klubu Kongsvinger IL. V roce 1983 se stal se 14 vstřelenými góly nejlepším kanonýrem nejvyšší norské fotbalové ligy.

## Reprezentační kariéra
V A-týmu norské fotbalové reprezentace debutoval 9. 11. 1983 v kvalifikačním utkání na LOH v Poznani proti domácímu týmu Polska (porážka 0:1). Druhý zápas za norský národní tým absolvoval 12. 11. 1983 v Postdamu proti týmu Východního Německa (prohra 0:1). Více utkání v norské reprezentaci neodehrál.